# Thayeria
Il genere Thayeria comprende 3 specie di piccoli pesci d'acqua dolce, conosciuti comunemente come pesci pinguino ed appartenenti alla famiglia Characidae.

## Distribuzione e habitat
Tutte le 3 specie sono originarie del Sud America, nel bacino del Rio delle Amazzoni e dei fiumi Araguaia e Guaporé.

## Descrizione
Sono pesci dal corpo allungato, poco compresso ai fianchi, dal profilo dorsale orizzontale e ventre convesso. La pinna adiposa è presente. La livrea è simile: su un fondo grigio argenteo corre orizzontale una spessa linea nera che termina nel lobo inferiore della pinna caudale. Le dimensioni variano da 3,5 a 7,5 cm.

## Specie
Si conoscono 3 specie:
- Thayeria boehlkei
- Thayeria ifati
- Thayeria obliqua